# オーリー・マトソン
オーリー・マトソン（Ollie Matson, Oliver Adrian Matson、1930年5月1日 - 2011年2月19日）は、アメリカ合衆国のNFL選手。陸上競技選手。
テキサス州トリニティ出身。1952年ヘルシンキオリンピックの銀メダリストである。
1972年にプロフットボール殿堂入りを果たしている。

## 経歴
サンフランシスコ大学時代からカレッジフットボールのスターランニングバックであった。3年間で3166ヤードのNCAAレコードを樹立。特に最終学年の1951年には1,566ヤードを走り21タッチダウンの活躍を見せた。1952年のNFLドラフトの1巡目全体3位でシカゴ・カージナルスから指名された。
マトソンはその際に1952年ヘルシンキオリンピックのアメリカの陸上チームの代表にも選ばれていたため、プロとしての契約は遅れることとなった。ヘルシンキオリンピックでは、400mで銅メダル、4×400mリレーでも銀メダルを獲得している。
オリンピック後、カージナルス入団後は1年目から活躍。1953年には兵役のためチームを離れるが、1954年にはチームに復帰。その後ロサンゼルス・ラムズ、デトロイト・ライオンズ、フィラデルフィア・イーグルスで14年間のプロ生活でプロボウルに5回選出(1952、1954-1957)、1956年にはプロボウルMVPにも選出されている。1966年に現役を引退。1972年プロフットボール殿堂入りを果たした。
NFLではラッシングで5,173ヤード、レシービング222回で3,285ヤード、リターンをあわせると12,844ヤードを獲得した。またラッシングで40回、レシービングで23回、リターンで9回、ファンブルリカバーで1回のタッチダウンを獲得した。
2011年2月19日、呼吸不全の為に80歳で亡くなった。